# Afiti
Afiti (in greco antico: Ἀφυτις?) era una città dell'antica Grecia nella penisola Calcidica.

## Storia
Viene citata da Erodoto come una delle città — con Potidea, Neapolis, Ege, Terambo, Escíone, Mende e Sane— situate nella penisola di Pallene (Calcidica) dove Serse reclutò truppe e navi per la sua spedizione del 480 a.C. contro la Grecia.
Successivamente la città partecipò alla lega delio-attica dal momento che è menzionata nelle liste dei tributi ad  Atene dal 452 al 415 a.C.
Tucidide la menziona come un luogo dove passò l'esercito ateniese al comando di Formione mentre si recava all'assedio di Potidea nel 432 a.C.
Secondo Pausania, ad Afiti era molto venerato il dio Amon, e si diceva che, quando Afiti fu assediata dall'esercito spartano al comando di Lisandro, questi tolse l'assedio contro la città, perché si credeva che glielo avesse consigliato Amon in una apparizione. 
Nell'anno 380 a.C., Agesipoli I di Sparta, nella sua spedizione contro le città della lega calcidica, si ammalò di febbre e chiese di essere portato al santuario di Dioniso che era nella città di Afiti. Venne portato lì, ma il settimo giorno morì fuori dal santuario.
Aristotele parla di una legge particolare vigente ad Afiti riguardo al metodo di valutazione delle aziende agricole.
La città moderna si chiama Afitos.